# Funastrum torreyi
Funastrum torreyi är en oleanderväxtart som beskrevs av Rudolf Schlechter. Funastrum torreyi ingår i släktet Funastrum och familjen oleanderväxter. Inga underarter finns listade i Catalogue of Life.